# Christian Graf (Schauspieler)
Christian Graf (geboren 1978 in Mödling) ist ein österreichischer Schauspieler und Musicaldarsteller.

## Leben und Werk
Graf absolvierte eine Ausbildung zum Kindergartenpädagogen und studierte danach privat Schauspiel bei Robert Hauer-Riedl und Silvia Steindl sowie klassischen Gesang bei Sheila Edwards und Erika Mechera. Am Ensemble Theater Wien spielte er u. a. in Das Fräulein Pollinger nach Ödön von Horváths Roman Sechsunddreißig Stunden, in Brechts Der gute Mensch von Sezuan und in Werner Schwabs Mesalliance aber wir ficken uns prächtig. Im Wiener Metropol war er in Ti amo, einem Italo-Pop-Musical von Markus Gull und Peter Hofbauer, zu sehen, am Stadttheater Klagenfurt in Jewgeni Schwarz’ Die verzauberten Brüder und in Jehoschua Sobols Ghetto, sowie am Wiener Volkstheater in Nestroys Der Färber und sein Zwillingsbruder. Graf spielt auch regelmäßig am Theater der Jugend, u. a. in Guus Kuijers Ein himmlischer Platz, Otfried Preußlers Krabat oder Christine Nöstlingers Konrad oder Das Kind aus der Konservendose.

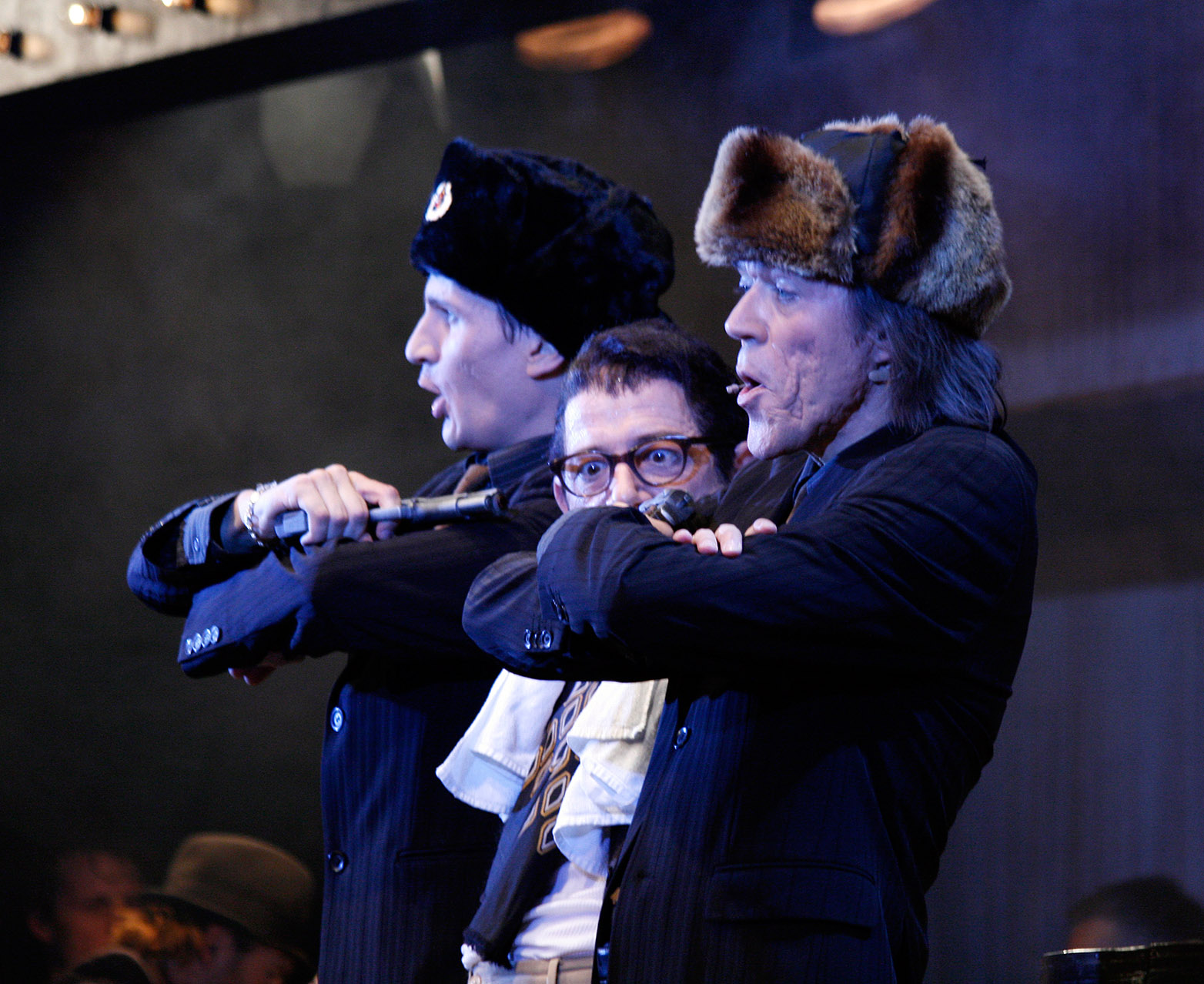
Christian Graf (links) im Musicals Ti amo, Wiener Metropol 2009

Bei den Nestroy-Spielen Schwechat war Graf in zahlreichen Hauptrollen zu erleben – darunter als Wendelin in Höllenangst, als Stegreif in Nur keck!, als Nebel in Liebesgeschichten und Heurathssachen und als Arthur in Umsonst!. Er arbeitete mit den Regisseuren Philippe Arlaud, Thomas Birkmeir, Peter Gruber, Dieter Haspel, Tim Kramer, Elfriede Ott, Michael Schachermaier, Vicki Schubert, Jehoschua Sobol und Peter Wagner.
Bei einer Neuinszenierung der Dreigroschenoper im Stadttheater Klagenfurt traf Graf erstmals auf den Regisseur Henry Mason, der ihn seither in zahlreichen seiner Inszenierungen besetzte. In der Regie von Mason debütierte der Schauspieler 2013 bei den Salzburger Festspielen und 2014 an der Wiener Volksoper.
Bei den Nestroy-Spielen Schwechat wurde er 2022 zum Nachfolger von Peter Gruber bestellt, der die Spiele seit 1973 geleitet hatte.

## Auszeichnungen
- 2016: Österreichischer Musiktheaterpreis in der Kategorie Beste männliche Nebenrolle für die Darstellung der bösen Hexe des Westens in Der Zauberer von Oz an der Volksoper Wien[2]

## In Inszenierungen von Henry Mason
- 2009: Dreigroschenoper – Stadttheater Klagenfurt
- 2010: Charles Dickens' Große Erwartungen (Stronzo) – Theater der Jugend (Wien)
- 2010: Pinocchio (Fuchs)  – Theater der Jugend, Wien
- 2010: Just so, Musical von Drewes/Stiles (Elefantenkind) – Theater der Jugend, Wien
- 2011: Die 39 Stufen – Theater der Jugend, Wien
- 2012: Alice im Wunderland (Verrückter Hutmacher) – Theater der Jugend, Wien
- 2012: Das Wintermärchen (Antigonus und Autolykos) – Kulturfabrik Helfenberg
- 2013: Das Dschungelbuch (Bagheera) – Theater der Jugend, Wien
- 2013: Ein Sommernachtstraum (Flaut (Thisbe)/Spinnweb) – Salzburger Festspiele
- 2014: Der Zauberer von Oz (Almira Gulch/Die böse Hexe des Westens) – Wiener Volksoper
- 2015: Ramayana – Theater der Jugend, Wien
- 2015: Komödie der Irrungen – Salzburger Festspiele